# Rhodotus
Родотус (Rhodotus) — монотипний рід грибів, що містить один вид Rhodotus palmatus. Належить до родини Фізалакрієві.

## Будова
Плодові тіла мають шапинку та ніжку без кільця. Шапинка досягає 2-9 см у діаметрі, спочатку вигнута, але згодом виправляється. Краї шапинки загнуті всередину. На рожевій чи червоній поверхні помітна мережа світлих жилок. Пластини густі, зрощені з ніжкою. На грибі можуть виступати червоні краплини рідини.

## Поширення та середовище існування
Зростає у Північній Америці, Європі, Азії, зустрічається у Новій Зеландії. Росте на гниючій деревині в'яза та інших дерев.

## Галерея

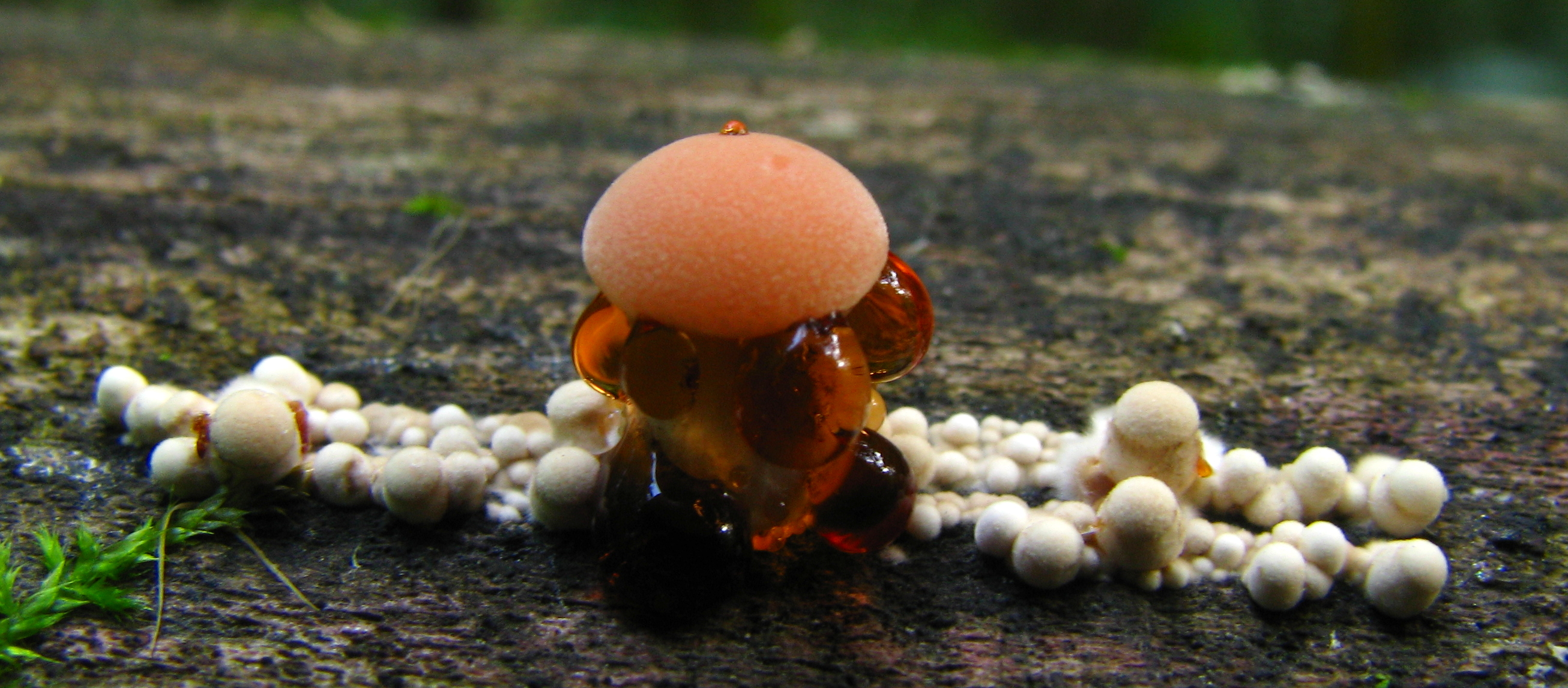
Червоні виділення гриба
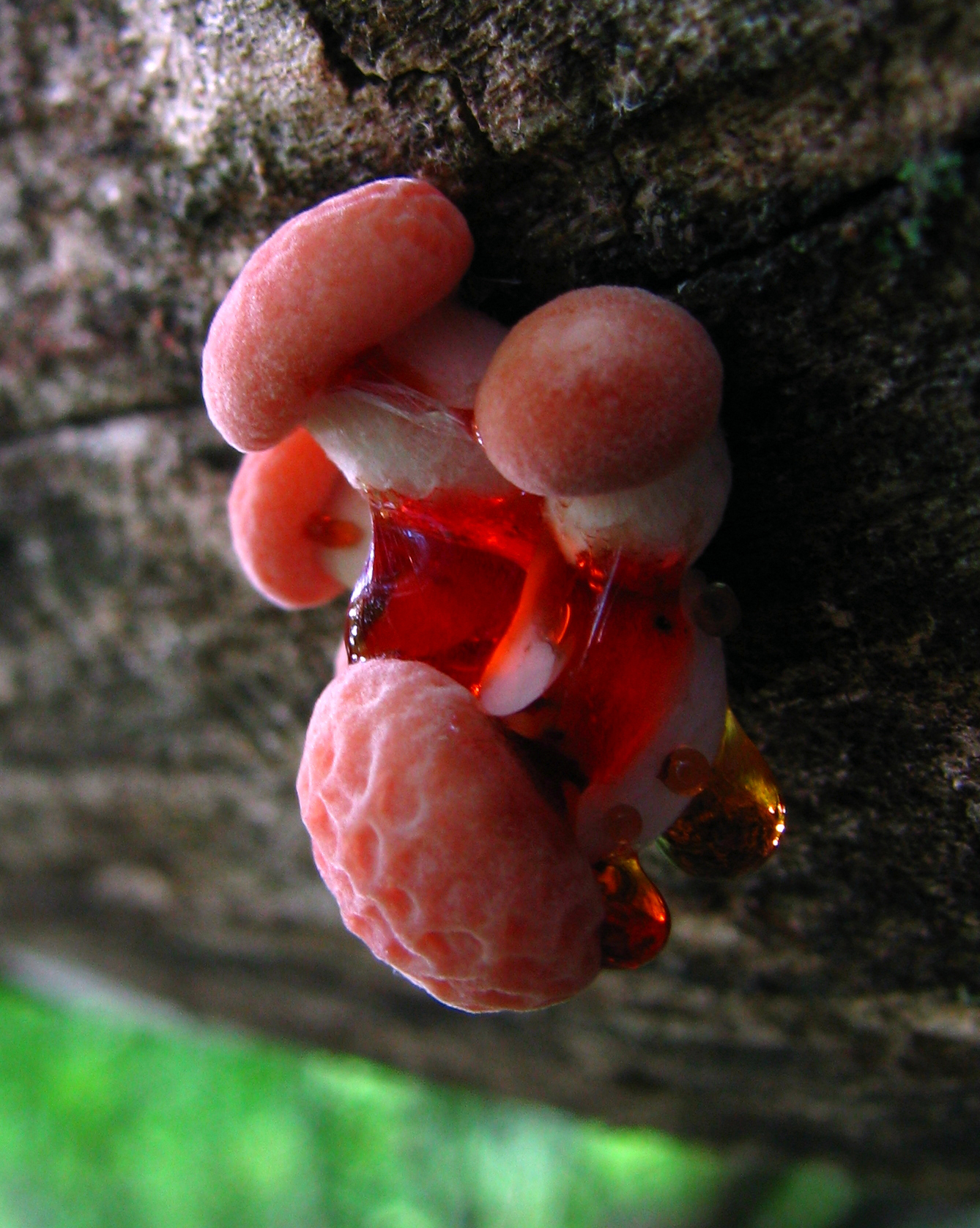
Група молодих грибів
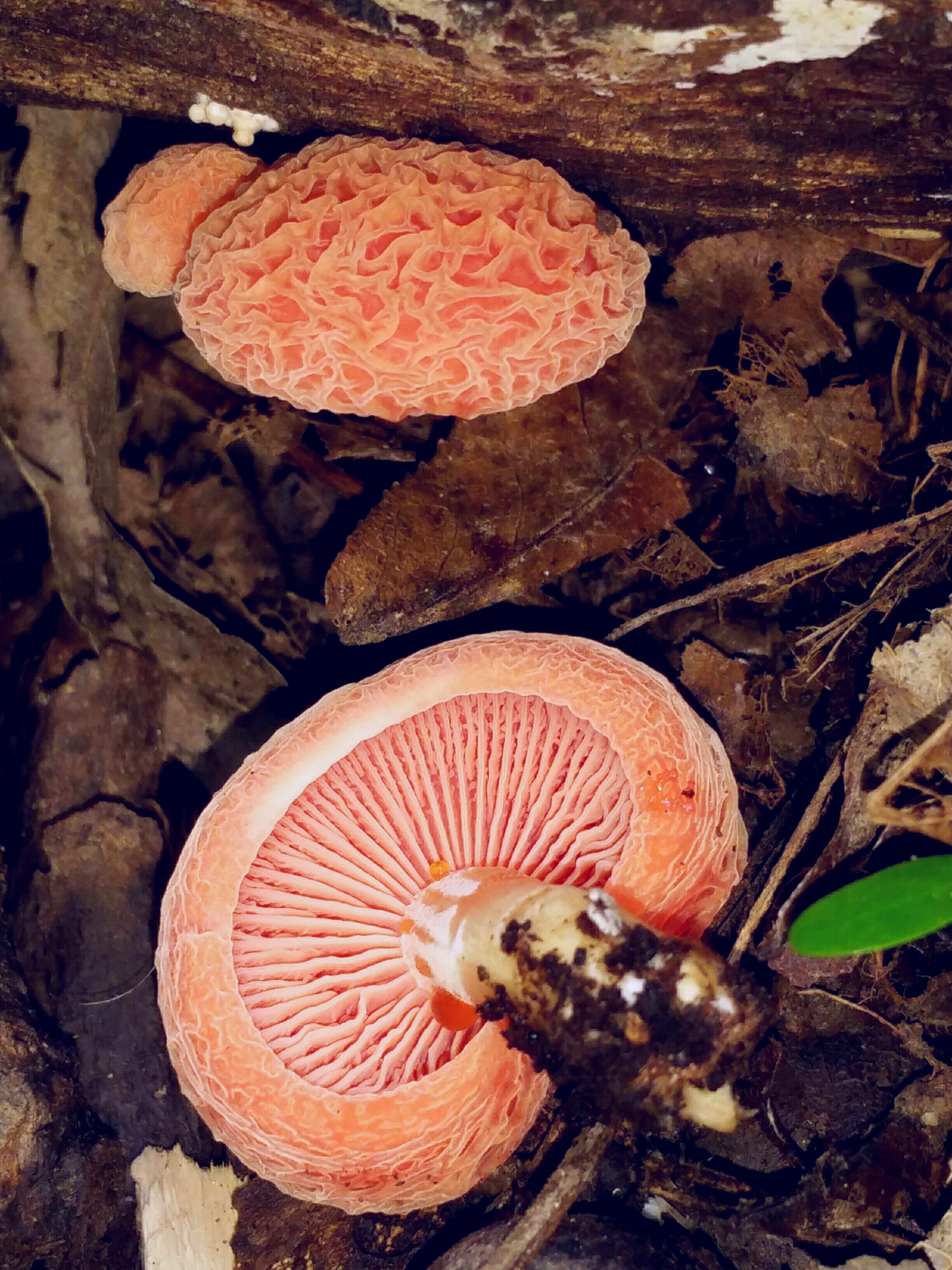
Вид гриба знизу